# Antiga sede da Escola Alemã
A antiga sede da Escola Alemã é um prédio histórico tombado na cidade de São Paulo e que foi originalmente a sede do Colégio Visconde de Porto Seguro, mas que abriga atualmente a E. E. Caetano de Campos Consolação. Seu prédio anexo está abandonado, e não é tombado pelo patrimônio histórico. 

## Histórico
Projetado pelo arquiteto alemão Augusto Fried, em 1910, o edifício, construído em alvenaria de tijolos, sede da antiga Escola Alemã Deutsche Schule, foi inaugurado em 1913, graças aos fundos obtidos de membros da colônia alemã e da venda do antigo prédio. Possui dois pavimentos mais porão e conserva ainda as suas características originais. A edícula, incluída no tombamento, é contemporânea à construção principal e pertence ao lote vizinho. Este conjunto de edifícios é um exemplar do período eclético em São Paulo. Em 1976, o prédio foi adquirido pelo governo estadual e restaurado, além de ter sido acrescido de novas construções, nos fundos, pela antiga Conesp, em 1978. Atualmente, nele funciona uma escola pública.
O ecletismo está relacionado ao abandono do absoluto e a busca por um trabalho múltiplo, que leva em conta todo o panorama brasileiro na área. Principalmente na cidade de São Paulo, em bairros como Jardim América, Jardim Europa e Pacaembu, esse movimento da arquitetura esteve sempre relacionado a residências de famílias de elite da cidade, o que mostra um caráter possivelmente inovador de Fried na construção do edifício em questão. À época, esse estilo de construção interligava-se ao pensamento da classe abastada, que considerava a residência um expositor de status. Além disso, a elite brasileira reproduzia o pensamento da intelectualidade europeia, francesa especialmente, o que foi fundamental para a caracterização de suas moradias. Contudo, é necessário pontuar que a representatividade da arquitetura adotada pela elite não se restringia apenas a essa classe, estendendo-se às classes mais baixas, que também adotaram as fachadas ornamentadas e as decorações incrementadas.
Como é frisado no processo de tombamento do logradouro, ele foi concebido no estilo dos palácios do tempo dos imperadores Guilherme I e Guilherme II, da Alemanha.

## Significado histórico e cultural do patrimônio
Como referenciado na Resolução SC 3/79 do CONDEPHAAT – Conselho de Defesa do Patrimônio Histórico, Arqueológico, Artístico e Turístico do Estado de São Paulo, o edifício é "de particular significado para o registro de uma época que lhe confere grande valor histórico; considerando que o referido imóvel abrigou, durante longos anos o Colégio Visconde de Porto Seguro, antigo “Deustche Schule”, circunstância que o liga inegavelmente à história do ensino de São Paulo".
Foi feita uma segunda documentação, a Resolução SC 15/80, de 27 de maio de 1980, publicado no DOE 28/05/80, p. 65, que, "considerando que, na Resolução 3, de 8 de maio de 1979, houve erro quanto à numeração do edifício objeto de tombamento, e considerando também, os dados constantes da escritura de promessa de venda e compra de 31 de agosto de 1978, lavrada pelo 29º Tabelião de notas a fls. 387 v. do livro 13, da planta nela mencionada", refere a área à qual se refere o tombamento no primeiro e segundo parágrafos do Artigo 1º, estabelecendo que "o terreno supra referido começa no ponto A, situado na rua Olinda (Praça Roosevelt), e percorre uma distância aproximada de 65,32 m, ao longo do alinhamento da mesma rua, até o ponto B; deflete à direita, percorrendo uma distância aproximada de 67,50 m, confrontando com o prédio 47, da mesma rua, e com os prédios 96-98, 100-100- A, 108-108-A, 116, 122 e 128 da rua Augusta, até o ponto C; deflete à direita, percorrendo uma distância aproximad de 60,37 m, confrontando com os prédios 247, 235, 225, 207, 193 e 183 da rua Caio Prado, até o ponto D; deflete à direita, percorrendo uma distância aproximada de 40,00m, até o ponto E; deflete à esquerda, percorrendo uma distância aproximada de 4,95 m, até o ponto F; deflete À direita, percorrendo uma distância aproximada de 27,50 m, até o ponto A, início desta descrição" Tal documento atesta que "inclui-se no tombamento a antiga edícula, contemporânea à construção principal, situada ao longo da divisa direita, e que hoje pertence ao lote lindeiro.”

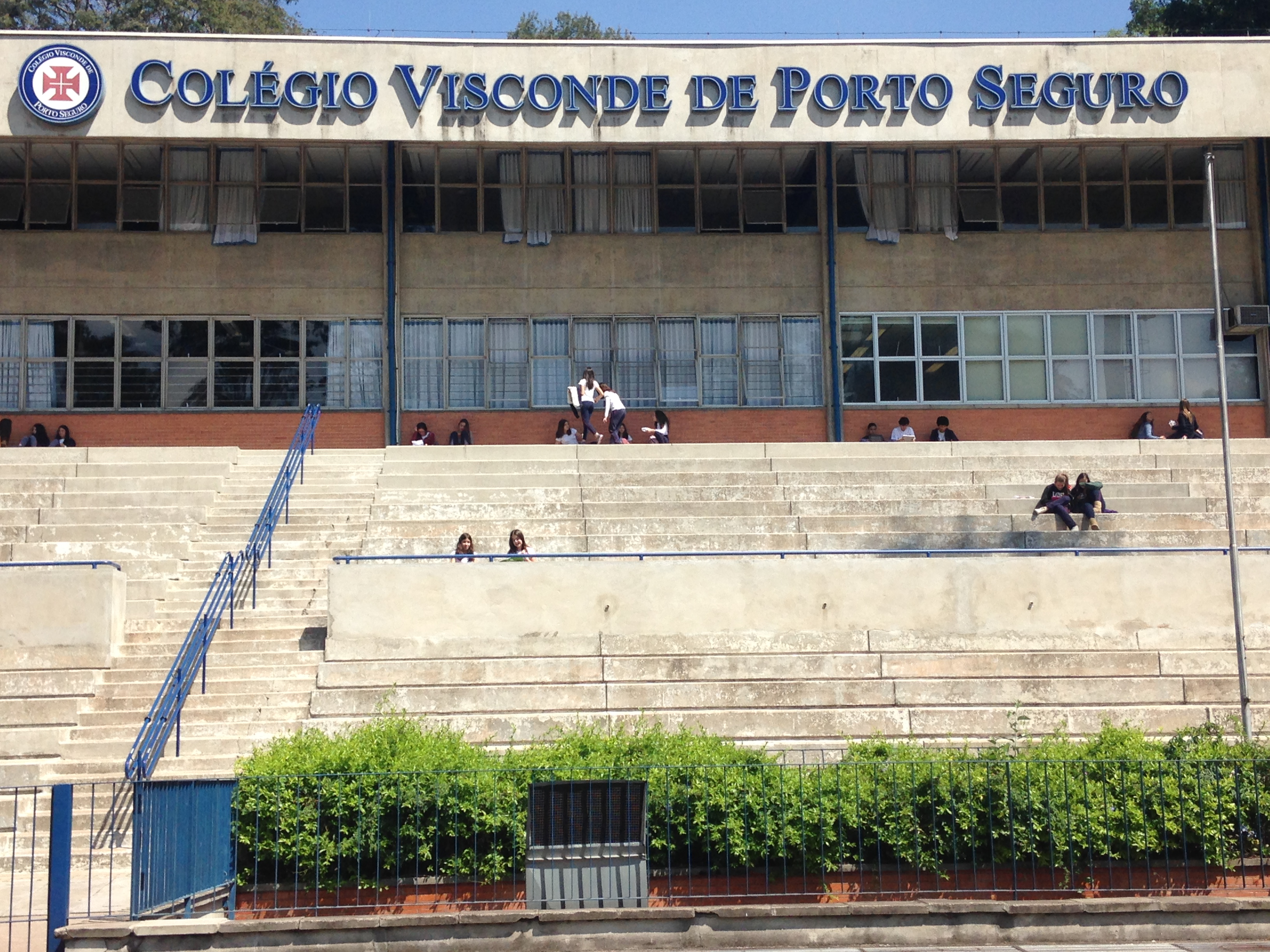
Placa com o nome do Colégio Visconde de Porto Seguro na unidade Morumbi

O local é de grande relevância e significado para a cultura alemã no Brasil, já que traz em sua fachada principal os dizeres "AD  – Deustsche Shule”. A colônia alemã presente na cidade de São Paulo desde a segunda metade do século XIX, sentindo necessidade de passar aos seus filhos a sua cultura, construiu um colégio que atendesse sua demanda educacional e cultural. Daí, surgiu na cidade o Colégio Visconde de Porto Seguro, antigo Deutsche Schule. Como conta o site da instituição, presente hoje em três endereços em áreas nobres da cidade e do estado (Morumbi, Panamby e Valinhos), foi em 1878 que o cônsul honorário da Alemanha, Bernhard Staudigel, e um grupo de compatriotas fundaram a Sociedade Mantenedora da Escola Alemã. Inicialmente, a instituição estava instalada em um prédio alugado na Rua Florêncio de Abreu, no centro da cidade. De acordo com documentos históricos, o objetivo da escola era proporcionar aos filhos dos imigrantes alemães uma “educação que os habilitasse a se expressar na língua de seus pais e que cultivasse a história e geografia da pátria brasileira”. Com a propagação dessa mensagem, o número de alunos (que inicialmente era de 52) cresceu, e torou-se necessário expandir os limites físicos. Assim, o colégio passou, em 1910, a localizar-se na Rua Olinda, cujo nome passou a Rua João Guimarães Rosa e, posteriormente, é conhecido como Praça Franklin Roosevelt. Hoje, a escola tem, além das unidades já mencionadas, um projeto de atendimento às comunidades carentes, fornecendo educação gratuita para alunos com famílias de renda mensal per capita de até um salário mínimo. O edifício da Rua João Guimarães Rosa traz em si essa história,de relevância para a comunidade alemã de São Paulo.